# 淞江街道
淞江街道是中华人民共和国河南省漯河市郾城区下辖的一个街道办事处。

## 行政区划
淞江街道下辖以下村级行政区划单位：
岷山社区、王堂村、下坡杨村、马坡村、五里岗村、刘庄村、英张村、小赵村、香陈湾村、回马村、黑龙王庙村和小王庄村。